# ねこざかなシリーズ
ねこざかなシリーズは渡辺有一の絵本のシリーズ。
ねことさかなを主人公とした絵本作品のシリーズ。第一作『ねこざかな』が1982年に作られてそれ以降はしばらくねこざかな関連の作品は作られていなかったが2001年に『おどる ねこざかな』が作られてから次々とねこざかな関連作品が作られていきシリーズが出来上がっていった。『きんだーてれび』内のアニメも作られている。

## 作品一覧
- ねこざかな（1982年[1]）
- おどる ねこざかな（2001年6月[1]）
- ねこざかなのクリスマス
- ねむるねこざかな
- そらとぶねこざかな
- だっこだっこのねこざかな
- まいごのねこざかな
- ねこざかなかるた
- ねこざかなとうみのおばけ
- にげろ! ねこざかな
- ばんごはんはねこざかな
- ねこざかなのたまご
- ねこざかなのおしっこ
- ねこざかなのはなび
- ねこざかなのすいか
- ねことさかなでねこざかな
- ねこざかなとイッカクくん
- ゆきのんのん ねこざかな
- ねことさかなとなみぼうず
- ききいっぱつ ねこざかな

## アニメ
『きんだーてれび』内のアニメが製作されている。
第1期は『ぴったんこ!ねこざかな』のタイトルで2016年10月2日から2017年9月17日まで全50話が放送された。
第2期は『ぴったんこ!!ねこざかな』のタイトルで2017年10月9日から2019年12月23日まで1話から112話まで放送された後、2020年7月6日から同年9月28日まで113話から125話（最終回）が放送された。 

### 登場キャラクター
ねこざかな
本作の主人公である二人組。ねこがさかなの体内に入り、一体化して行動する。稀にねこの体内にさかなが入ることもあり、その場合は「さかなねこ」と名乗る。
ねこ
声 - 佐藤はな
ネコの少年。さかなを釣って食べようとしたが逆に飲み込まれたのを機に、時折「ねこざかな」として一体化して暮らすようになった。
さかな
声 - 松本健太
海で暮らす赤い魚の少年。
タコ美
声 - うのちひろ
タコの少女で本作のヒロイン格。とん平・ちん平・カン太の姉。
頭にリボンのように貝殻を付けている。
とん平
声 - 花倉洸幸
タコの少年でタコ美の弟の一人。
ちん平
声 - 引坂理絵
タコの少年でタコ美の弟の一人。
カン太
声 - 宮本佳那子
タコの少年でタコ美の弟の一人。いわゆる糸目キャラクター。
カメじい
声 - 粟津貴嗣
カメの老人。海の長老で医者でもある。
イカンソワ
声 - 依田菜津
イカの少女。お嬢様口調で喋る。
クラゲーナ
声 - 佐藤恵
クラゲの少女。電気を出す事も出来る。

#### スタッフ
- 原作 - わたなべゆういち（フレーベル館刊『ねこざかなシリーズより』）
- 脚本 - 江夏由結、山下憲一、井上美緒
- シリーズ構成 - 山田隆司
- 音楽 - 石井美夏
- 音響監督 - 立石弥生
- 監督 - のなかかずみ
- アニメーション制作 - トムス・エンタテインメント、スタジオコメット